# シクロヘキサン
シクロヘキサン (cyclohexane) は、分子式 C6H12、分子量 84.16 のシクロアルカンの一種の有機化合物である。ベンゼンの水素付加によって作られる。常温常圧で無色の液体で、揮発性がある。極性溶媒には溶けにくいが、有機溶媒には溶ける。

## シクロヘキサン環
いす形と舟形、半いす形、ねじれ舟形等の立体配座があるが、いす形（画像を参照）が最も安定して存在する。ただし、置換されたシクロヘキサン環の場合、置換基のかさ高さ（立体障害）によっては、他の配座の方が安定になることもある。
(1)いす形、(2) 半いす形、(3),(5) ねじれ舟形、(4) ふね形

## アキシアル・エクアトリアル
シクロヘキサンあるいはシクロヘキサン型構造を持つ環状化合物のいす型立体配座において、置換基は環平面と平行方向の置換基と垂直方向の置換基とに区別される。前者をエクアトリアル（エカトリアル、equatorial; シクロヘキサン構造式で青線で示す）、後者をアキシアル（axial; シクロヘキサン構造式で赤線で示す）と呼ぶ。
エクアトリアルには「赤道方向の」という意味があり、アキシアルは「極、軸位」を表す。
環を形成する各結合軸で自由回転することで、シクロヘキサンの2つのいす型立体配座はふね型立体配座を経由して互いに入れ替わる（環反転）。この立体配座の入れ替わりにより、アキシアルはエクアトリアルに、エクアトリアルはアキシアルに向きを変える。このとき、置換基同士の距離は、エクアトリアル型に比べてアキシアル型の方が接近している為、かさ高い置換基の場合は立体配座の安定性に影響を与え、置換基がアキシアル型を避けエクアトリアル型をとる立体配座が優位になることが知られている（立体障害）。

## 性質
可燃性で、麻酔作用を持つので取り扱いには注意が必要。

## 製法・利用
シクロヘキサンの大部分はベンゼンをニッケルあるいはパラジウム触媒を用いて接触水素添加（水素化）することで工業的に生産される。また、石油改質の過程で生成するメチルシクロペンタンは触媒を用いてシクロヘキサンに転化し利用される。
工業的に生産されるシクロヘキサンはシクロヘキサノンやシクロヘキサノールに転化され、最終的にはε-カプロラクタム、アジピン酸、ヘキサメチレンジアミンとなり、6-ナイロン、6,6-ナイロンの原料として利用される。
シクロヘキサンの2016年度日本国内生産量は 292,001 t、工業消費量は104 t である。シクロヘキサン自体の用途は主として有機溶媒で、洗浄液や接着剤などに含まれている。防毒マスクの吸収缶の試験用ガスとしても利用される事もある。

## 危険性
皮膚などに長期間触れ続けた場合は皮膚炎などの病気を引き起こす可能性がある。吸引した場合、低濃度では頭痛等を、高濃度では意識障害を招く。低濃度では臭いがほぼ無いので注意しなければならない。消防法に定める第4類危険物 第1石油類に該当する。　